# Fibularia ovulum
Fibularia ovulum is een zee-egel uit de familie Fibulariidae.
De wetenschappelijke naam van de soort werd in 1816 gepubliceerd door Jean-Baptiste de Lamarck.